# PPPoE
PPPoE (sigla em inglês para Point-to-Point Protocol over Ethernet) é um protocolo de rede para encapsular quadros PPP dentro de quadros Ethernet. Ele surgiu em 1999, no contexto da explosão da DSL como a solução para tunelamento de pacotes sobre a conexão DSL para a rede IP dos ISPs e a partir daí para o resto da Internet. Um livro de redes de 2005 observou que "a maioria dos provedores DSL usam PPPoE, que fornece autenticação, criptografia e compressão. O uso típico do PPPoE envolve alavancar os recursos do PPP para autenticação do usuário com um nome de usuário e senha, predominantemente por meio do protocolo PAP e menos frequentemente pelo CHAP.

## Etapas do PPPoE
O PPPoE possui duas etapas distintas:

### Descoberta PPPoE
Uma vez que conexões PPP tradicionais são estabelecidas entre dois pontos fins sobre um enlace serial ou sobre um circuito virtual ATM que já foi estabelecido durante a discagem, todos os quadros PPP enviados sobre os fios possuem garantia de chegada no outro fim. Porém redes Ethernet são multi-acesso onde cada nó na rede pode acessar qualquer outro nó. Um quadro Ethernet contem o endereço de hardware do nó de destino (endereço MAC). Isto ajuda o quadro a alcançar o destino pretendido.
Portanto, antes de trocar pacotes de controle PPP para estabelecer a conexão sobre Ethernet, o endereço MAC de dois pontos fim devem conhecer um ao outro de forma que eles possam ser codificados nestes pacotes de controle. A etapa de Descoberta PPPoE faz exatamente isso. Além disso, ela também ajuda a estabelecer uma ID de Sessão que pode ser usada para posterior troca de pacotes.

### Sessão PPP
Uma vez que o endereço MAC do par seja conhecido e uma sessão foi estabelecida, a etapa de Sessão iniciará.

## Descoberta PPPoE (PPPoE Discovery ou PPPoED)
Apesar do PPP tradicional ser um protocolo par-a-par, o PPPoE é intrinsecamente um relacionamento cliente-servidor uma vez que vários hospedeiros podem conectar-se a um provedor de serviços sobre uma única conexão.
O processo de Descoberta consiste de quatro etapas entre o computador hospedeiro que age como o cliente e o concentrador de acesso no fim do provedor de serviços de Internet age como o servidor. Eles são descritos abaixo. A quinta e última etapa é o modo de fechar uma sessão existente.

### Cliente para servidor: Iniciação (PADI)
PADI vem de PPPoE Active Discovery Initiation.